# Art Barr
Art Barr, nome completo Arthur Leon Barr (Portland, 8 ottobre 1966 – Springfield, 23 novembre 1994), è stato un wrestler statunitense.
Ha lottato brevemente per la World Championship Wrestling, ma è meglio conosciuto per le sue prestazioni in Messico nella Asistencia Asesoría y Administración, dove lottava in coppia con Eddie Guerrero. Quest'ultimo, come tributo nei confronti dell'amico, dopo la morte di quest'ultimo iniziò ad utilizzare la Frog Splash come finisher, come era solito fare Barr. La Frog Splash è diventata una delle mosse più comuni fra i wrestler messicani.

## Morte
Il 23 novembre 1994, Barr fu rinvenuto cadavere nella sua casa di Springfield (Oregon). I rapporti preliminari sul decesso indicarono come causa della morte un aneurisma, ma successive indagini giunsero alla conclusione che Barr morì per cause sconosciute. Art non aveva problemi cardiaci, nessun aneurisma o emorragie interne, e non aveva subito nessun grave infortunio sul ring. Al momento della morte erano presenti nel suo sangue un mix di droghe ed alcool. Eddie Guerrero era il suo migliore amico all'epoca. Anche se Eddie, nel suo libro afferma che la causa della morte di Barr è ancora ignota, Scott E. Williams, nel libro Hardcore History scrisse che "Barr morì nel sonno a causa di un attacco di cuore correlato all'abuso di droghe". Dave Meltzer di Wrestling Observer raccontò di aver avuto una conversazione con il medico legale che aveva effettuato l'autopsia sul corpo di Barr, il quale gli disse come l'ingrossamento degli organi interni di Art implicasse un abuso di steroidi.
Barr è oggi sepolto nei giardini del memoriale di Springfield.

## Titoli e riconoscimenti
Pro Wrestling Illustrated
- 114º  tra i 500 migliori wrestler singoli nella "PWI Years" (2003)